# اروین رابرتسون
اروین رابرتسون (انگلیسی: Irvine Robertson; ۱۰ ژوئیهٔ ۱۸۸۲ – ۲۶ فوریهٔ ۱۹۵۶) قایقران روئینگ اهل کانادا بود.